# Schoenoplectiella vohemarensis
Schoenoplectiella vohemarensis là loài thực vật có hoa trong họ Cói. Loài này được (Cherm.) Lye mô tả khoa học đầu tiên năm 2003.